# Eupatinapta acanthia
Eupatinapta acanthia är en sjögurkeart som först beskrevs av Hubert Lyman Clark 1899.  Eupatinapta acanthia ingår i släktet Eupatinapta och familjen masksjögurkor. Inga underarter finns listade i Catalogue of Life.